# Romance comics

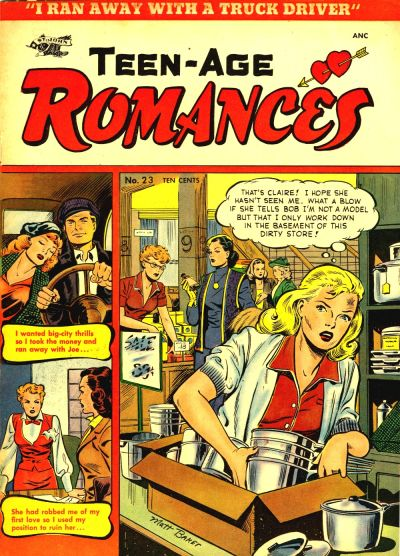
exemple de Romance comics : Teen-Age Romances No 23

Le romance comic (roman d'amour en bandes dessinées) est un genre de comic book né aux États-Unis après la seconde guerre mondiale. Il apparaît en juillet 1947 avec la parution de Young Romance de Joe Simon et Jack Kirby. Le genre connaît un succès phénoménal avec des ventes dépassant celles des comics de super-héros. Les éditeurs se précipitent sur ce nouveau filon et le nombre de romance comics augmente très rapidement au point d'aboutir à une surproduction qui lasse les lecteurs. Le genre s'effondre rapidement et les titres disparaissent aussi vite qu'ils étaient apparus. Le genre survit mais devient confidentiel.

## Histoire
Très tôt dans les comic strips qui paraissent quotidiennement dans les journaux, des histoires romanesques sont proposées. Cependant, c'est seulement en juillet 1947, avec la parution du premier numéro de Young Romance de Joe Simon et Jack Kirby publié par Prize Comics, que le monde du comic book s'empare du genre et que naît le romance comics. Le duo Kirby-Simon est déjà connu à cette époque pour la création de Captain America en 1941 et de nombreux autres comics de super-héros pour Timely Comics ou DC Comics. Après-guerre, ils créent pour Hillman My Date, un comic humoristique qui préfigure Young Romance. Le succès de Young Romance est tel que Simon et Kirby créent d'autres romance comics et que les autres éditeurs les copient. En 1949, le genre est celui dont les ventes sont les plus fortes et jusqu'au milieu des années 1950 il représente 1/4 des comics vendus. Il se crée un phénomène de bulle qui aboutit à un effondrement du genre : trop de comics sont produits et les ventes ne suivent pas ; les éditeurs suppriment donc leurs séries et de 147 titres publiés au début des années 1950 on passe à une trentaine de titres. La création de la Comics Code Authority pèse aussi sur les romance comics puisque dorénavant sont interdits les allusions à la sexualité et que les histoires doivent mettre en avant le mariage et les valeurs familiales.

## Idéologie
Les romance comics s'inspirent d'autres médias qui ont aussi développé le genre romanesque à commencer par les pulps et les films. Les récits se passent parfois durant la guerre et il n'est pas rare que des références politiques, anti-communistes soient présentes. En effet, les États-Unis et l'URSS s'opposent durant la guerre froide et les soldats américains luttent en Corée. Les héroïnes sont alors des jeunes femmes participant à l'effort de guerre ou attendant courageusement le retour de leur fiancé parti se battre.
Le succès d'un autre genre de comics, les comics policiers, amène parfois des histoires mêlant les deux univers dans lesquelles des jeunes femmes ont à choisir entre la liberté d'une carrière criminelle ou la soumission dans un mariage heureux. D'ailleurs, le mariage est présenté comme le but à atteindre pour les jeunes femmes auquel elles doivent tout sacrifier afin de connaître le vrai bonheur.

## Stylistique
Les romance comics comportent une part de texte importante et le dessin, assuré par de bons artistes, n'est pas stéréotypé mais varie beaucoup. En plus des bandes dessinées, les comics comportent aussi des conseils, des courtes nouvelles, des publicités pour la mode et les accessoires de beauté.